# James Best
Jewel Franklin Guy, noto come James Best (Powderly, 26 luglio 1926 – Hickory, 6 aprile 2015), è stato un attore statunitense.
In sei decenni di carriera televisiva ha recitato in diverse serie quali Bonanza e Perry Mason, ma il ruolo che lo ha reso famoso è stato quello dello sceriffo Rosco P. Coltrane nella serie televisiva Hazzard della CBS. Lavorò anche come acting coach, artista, docente universitario e musicista.

## Biografia
Nato come Jewel Franklin Guy a Powderly in Kentucky, nel 1929 a soli 3 anni l'attore rimase orfano di madre, che era sorella di Ike Everly, fondatore degli The Everly Brothers. Venne così mandato in un orfanotrofio e successivamente fu adottato da Armen (1897-1984) ed Essa Best (1896-1988), i quali gli cambiarono il nome in "James K. Best" e lo portarono a vivere con loro a Corydon, Indiana. Durante la Seconda guerra mondiale combatté come artigliere per le United States Army Air Forces a bordo di un bombardiere B-17.

### Carriera cinematografica
Best cominciò la sua carriera di attore nel 1950 con un ruolo non accreditato nel film Appuntamento con la morte. Tra i suoi ruoli principali si ricordano quello di Jason Brown nel dramma storico I sette ribelli (1955), incentrato sulla figura dell'abolizionista John Brown e quello di Kit Caswell nel western Cole il fuorilegge (1958), basato sulla storia di Cole Younger, ex confederato divenuto bandito. Sempre nel 1958 fu il soldato Rhidges nell'adattamento cinematografico del romanzo Il nudo e il morto di Norman Mailer. In seguito impersonò il fuorilegge Billy John ne L'albero della vendetta (1959), poi il dottor Ben Mizer nella commedia 3 sul divano (1966), il pistolero Drew in L'ora della furia (1968) con James Stewart ed Henry Fonda, e ancora il trasformista Dewey Barksdale nel dramma Ode to Billy Joe (1976).
Oltre alla carriera cinematografica, Best fece più di 280 apparizioni come guest-star in numerose serie televisive. Nel 1954 fu il fuorilegge Dave Ridley, opposto a Gloria Winters in un episodio di Stories of the Century. Sempre nel 1954 Best apparve nella serie in syndication Annie Oakley con Gail Davis e Brad Johnson. Recitò nell'episodio White Carnatio della serie antologica di ispirazione religiosa Crossroads. Partecipò anche ad un episodio di una delle prime sitcom della NBC, The People's Choice con Jackie Cooper e nella serie poliziesca Richard Diamond  con David Janssen.
Nel 1960 apparve in Love on Credit, ottavo episodio della seconda stagione della serie June Allyson Show della CBS, in cui recitò accanto a Carolyn Jones. Recitò anche nell'episodio 23 della terza stagione di Ai confini della realtà. Nel 1963 interpretò il coraggioso guardiacaccia del Wisconsin, Ernie Swift, nell'episodio Open Season di un'altra serie CBS, G.E. True, diretto da Jack Webb: nella trama, Swift deve affrontare la rappresaglia della criminalità organizzata dopo aver sanzionato il gangster Frank MacErlane (David McLean) per pesca illegale.
Nel 1962 interpretò la parte di Art Fuller nell'episodio Incident of El Toro della serie (CBS) Gli uomini della prateria (con Clint Eastwood), alla quale tornò nel 1963 per interpretare la parte di Willie Cain nell'episodio Incident at Spider Rock. Fece due apparizioni da guest-star in altrettanti episodi di Perry Mason: nel 1963 interpretò il personaggio di Martin Potter in The Case of the Surplus Suitor e nel 1966 il petroliere imputato Allan Winford in The Case of the Unwelcome Well.
Recitò inoltre in una lunghissima serie di altre produzioni televisive, tra cui Carovane verso il West (tre volte), The Adventures of Kit Carson (due volte come Henry Jordan) e soprattutto in serie western come Frontier (due volte), Bonanza, Pony Express, The Texan, Gunsmoke, Have Gun - Will Travel, The Barbara Stanwyck Show, Whispering Smith, Trackdown (con Robert Culp), Carovana, Ai confini della realtà (in tre episodi), Ricercato vivo o morto, Bat Masterson, Alfred Hitchcock presenta, L'uomo e la sfida, Combat!, Il calabrone verde, Mod Squad, i ragazzi di Greer, Le spie (con Robert Culp e Bill Cosby), e Il fuggiasco.

### Hazzard
Dall'inizio nel 1979 fino alla sua conclusione nel 1985, Best impersonò lo sceriffo Rosco P. Coltrane nella serie televisiva della CBS Hazzard, interpretazione che rappresentò il maggior successo della sua carriera. In seguito Best rivelò che per il personaggio caricaturale dello sceriffo Coltrane si era ispirato al modo di parlare da lui comunemente usato quando giocava con il figlio piccolo. Sul set, Best sviluppò un particolare affiatamento con Sorrell Booke, interprete del personaggio di Boss Hogg, allo stesso tempo il superiore ed il cognato di Rosco. I due attori divennero amici stretti e, a quanto riportano le interviste rilasciate dai creatori della serie, spesso improvvisavano le loro battute e sviluppavano i loro dialoghi in presa diretta. Best restò molto legato fino alla morte anche all'attrice Catherine Bach, interprete del personaggio di Daisy Duke, la quale, anche molti anni dopo la fine dello show, continuava ad essere un'assidua visitatrice del sito web dedicato ai dipinti di Best.

### Gli ultimi anni
Nel 1991, cambiando registro rispetto alla comicità del personaggio di Rosco Coltrane, Best interpretò un ruolo drammatico nell'episodio Sweet, Sweet Blues de L'ispettore Tibbs, diretto da Vincent McEveety e scritto da William James Royce: vinse il Crystal Reel Award come migliore attore per il ruolo di Nathan Bedford, uno sceriffo in pensione nonché assassino pentito, coinvolto nella morte del nonno del giovane ufficiale di polizia di Sparta, Wilson Sweet (Geoffrey Thorne).
In seguito Best si trasferì in Florida, dove insegnò alla University of Central Florida di Orlando. Ormai prossimo al pensionamento, Best avviò una propria compagnia di produzione cinematografica (la Best Friend Films) e continuò a recitare in piccoli ruoli saltuari. Si fece anche un nome come artista e, in particolare, come pittore. Trascorse un certo periodo a Lake Murray, nella Carolina del Sud, prima di trasferirsi definitivamente ad Hickory, nella Carolina del Nord.
Per oltre venticinque anni Best svolse anche l'attività di acting coach a Los Angeles, vantando tra i suoi allievi anche figure di spicco di Hollywood. Insegnò inoltre teatro alla Università del Mississippi (Oxford) nei due anni precedenti all'ingresso in Hazzard. Nel 2009 completò la sua autobiografia, Best In Hollywood: The Good, The Bad and The Beautiful. Il libro, pubblicato nello stesso anno da Bear Manor Media, fu presentato alla Mid Atlantic Nostalgia Convention di Aberdeen (Maryland).
Il 9 novembre 2014 Best e Robert Fuller (con le rispettive mogli) parteciparono al centesimo compleanno dell'attore e amico di lunga data Norman Lloyd. Best disse: «Ho avuto l'onore di essere diretto da Norman in un episodio di Hitchcock dal titolo "The Jar". Ho lavorato con centinaia di registi nella mia carriera e molto pochi di loro avevano le qualità di Norman. Era assolutamente gentile, cortese e paziente con i suoi attori. È a tutti gli effetti un gentiluomo nella vita privata ed io ho tratto un vero piacere anche solo nell'essere in presenza di un uomo di cotanto talento. Sono anche doppiamente onorato per poterlo considerare un amico. Siamo veramente fortunati di avere tra noi un uomo come lui da così tanto tempo».

## Vita privata
Dopo aver avuto un figlio, Gary, dal primo matrimonio, nel 1959 Best sposò la sua seconda moglie, Jobee Ayers, da cui divorziò nel 1977 e dalla quale ebbe due figlie, Janeen e Jojami. Sposò la sua terza (ed ultima) moglie, Dorothy Collier, nel 1986.
Morì il 6 aprile 2015, dopo un ricovero di alcune settimane, a Hickory (in Carolina del Nord), all'età di 89 anni, a seguito del complicarsi di una polmonite.

## Filmografia parziale

### Cinema
- Appuntamento con la morte (One Way Street), regia di Hugo Fregonese (1950)
- Pelle di bronzo (Comanche Territory), regia di George Sherman (1950)
- La regina dei tagliaborse (I Was a Shoplifter), regia di Charles Lamont (1950)
- Peggy la studentessa (Peggy), regia di Frederick de Cordova (1950)
- Winchester '73, regia di Anthony Mann (1950)
- I predoni del Kansas (Kansas Raiders), regia di Ray Enright (1950)
- Obiettivo X (Target Unknown), regia di George Sherman (1951)
- I moschettieri dell'aria (Air Cadet), regia di Joseph Pevney (1951)
- La rivolta degli Apaches (Apache Drums), regia di Hugo Fregonese (1951)
- L'ultimo fuorilegge (The Cimarron Kid), regia di Budd Boetticher (1952)
- About Face, regia di Roy Del Ruth (1952) (non confermato)
- Kociss, l'eroe indiano (The Battle at Apache Pass), regia di George Sherman (1952)
- Nervi d'acciaio (Steel Town), regia di George Sherman (1952)
- Ma and Pa Kettle at the Fair, regia di Charles Lamont (1952)
- Francis all'Accademia (Francis Goes to West Point), regia di Arthur Lubin (1952)
- Flat Top, regia di Lesley Selander (1952)
- Seminole, regia di Budd Boetticher (1953)
- Il tenente dinamite (Column South), regia di Frederick De Cordova (1953)
- Schiava e signora (The President's Lady), regia di Henry Levin (1953)
- Il risveglio del dinosauro (The Beast from 20,000 Phatoms), regia di Eugène Lourié (1953)
- La città dei fuorilegge (City of Bad Men), regia di Harmon Jones (1953)
- Esploratori dell'infinito (Riders to the Stars), regia di Richard Carlson (1954)
- Cavalcata ad ovest (The Rode West), regia di Phil Karlson (1954)
- L'ascia di guerra (The Yellow Tomahawk), regia di Lesley Selander (1954)
- L'ammutinamento del Caine (The Caine Mutiny), regia di Edward Dmytryk (1954)
- Return from the Sea, regia di Lesley Selander (1954)
- La spia dei ribelli (The Raid), regia di Hugo Fregonese (1954)
- I sette ribelli (Seven Angry Men), regia di Charles Marquis Warren (1955)
- A Man Called Peter, regia di Henry Koster (1955)
- Bandiera di combattimento (The Eternal Sea), regia di John H. Auer (1955) (non confermato)
- Top of the World, regia di Lewis R. Foster (1955)
- L'amore più grande del mondo (Come Next Spring), regia di R.G. Springsteen (1956)
- Il pianeta proibito (Forbidden Planet), regia di Fred M. Wilcox (1956)
- When Gangland Strikes, regia di R.G. Springsteen (1956)
- Gaby, regia di Curtis Bernhardt (1956)
- Calling Homicide, regia di Edward Bernds (1956)
- Supplizio (The Rack), regia di Arnold Laven (1956)
- L'ultimo dei banditi (Last of the Badmen), regia di Paul Landres (1957)
- Una calda notte d'estate (Hot Summer Night), regia di David Friedkin (1957)
- Man on the Prowl, regia di Art Napoleon (1957)
- Cole il fuorilegge (Cole Younger, Gunfighter), regia di R.G. Springsteen (1958)
- Furia selvaggia - Billy Kid (The Left Handed Gun), regia di Arthur Penn (1958)
- Il nudo e il morto (The Naked and the Dead), regia di Raoul Walsh (1958)
- L'albero della vendetta (Ride Lonesome), regia di Budd Boetticher (1959)
- Verboten, forbidden, proibito (Verboten!), regia di Samuel Fuller (1959)
- The Killer Shrews - Toporagni assassini (The Killer Shrews), regia di Ray Kellogg (1959)
- Fermati cowboy! (Cast a Long Shadow), regia di Thomas Carr (1959)
- Tempesta sulla Cina (The Mountain Road), regia di Daniel Mann (1960)
- L'impero dell'odio (Black Gold), regia di Leslie H. Martinson (1963)
- Il corridoio della paura (Shock Corridor), regia di Samuel Fuller (1963)
- Pistola veloce (The Quick Gun), regia di Sidney Salkow (1964)
- Lo sperone nero (Black Spurs), regia di R.G. Springsteen (1965)
- Shenandoah - La valle dell'onore (Shenandoah), regia di Andrew V. McLaglen (1965)
- 3 sul divano (3 on a Couch), regia di Jerry Lewis (1966)
- Non c'è posto per i vigliacchi (First to Fight), regia di Christian Nyby (1967)
- L'ora della furia (Firecreek), regia di Vincent McEveety (1968)
- Sounder, regia di Martin Ritt (1972)
- Ode a Billy Joe (Ode to Billy Joe), regia di Max Baer Jr. (1976)
- Bees: lo sciame che uccide (The Savage Bees), regia di Bruce Geller (1976)
- Vecchia America (Nickelodeon), regia di Peter Bogdanovich (1976)
- Rolling Thunder, regia di John Flynn (1977)
- La fine... della fine (The End), regia di Burt Reynolds (1978)
- Collo d'acciaio (Hooper), regia di Hal Needham (1978)
- Moondance Alexander, regia Michael Damian (2007)

### Televisione
- Le avventure di Campione (The Adventures of Champion) – serie TV, episodio 1x13 (1955)
- Crossroads – serie TV, episodi 1x29-1x30 (1956)
- Have Gun - Will Travel – serie TV, 3 episodi (1957-1961)
- West Point – serie TV, episodio 1x37 (1957)
- Climax! – serie TV, episodio 4x18 (1958)
- Target – serie TV, episodio 1x12 (1958)
- The Restless Gun – serie TV, episodio 2x01 (1958)
- Ricercato vivo o morto (Wanted: Dead or Alive) – serie TV, episodi 1x13-1x19 (1958-1959)
- Alfred Hitchcock presenta (Alfred Hitchcock Presents) – serie TV, 3 episodi (1958-1961)
- Rescue 8 – serie TV, episodio 1x17 (1959)
- David Niven Show (The David Niven Show) – serie TV, episodi 1x10-1x13 (1959)
- L'uomo e la sfida (The Man and the Challenge) – serie TV, episodio 1x02 (1959)
- Pony Express – serie TV, episodio 1x00 (1960)
- General Electric Theater – serie TV, episodio 8x28 (1960)
- The Texan – serie TV, episodio 2x33 (1960)
- Men Into Space – serie TV, episodio 1x31 (1960)
- Lock-Up – serie TV, episodio 2x05 (1960)
- June Allyson Show (The DuPont Show with June Allyson) – serie TV, episodio 2x08 (1960)
- Carovana (Stagecoach West) – serie TV, episodi 1x01-1x19-1x30 (1960-1961)
- Whispering Smith – serie TV, episodio 1x11 (1961)
- Surfside 6 – serie TV, episodio 2x03 (1961)
- Michael Shayne – serie TV episodio 1x23 (1961)
- Ai confini della realtà (The Twilight Zone) – serie TV, 3 episodi (1961-1963)
- Bonanza – serie TV, episodi 2x20-5x11-9x19 (1961-1968)
- Hawaiian Eye – serie TV, episodio 4x01 (1962)
- Indirizzo permanente (77 Sunset Strip) – serie TV, episodio 4x27 (1962)
- G.E. True – serie TV, episodio 1x14 (1963)
- The Gallant Men – serie TV, episodio 1x20 (1963)
- Gli uomini della prateria (Rawhide) – serie TV, episodi 5x16-6x08-6x26 (1963-1964)
- Ben Casey – serie TV, 2 episodi (1963-1965)
- Perry Mason – serie TV, episodi 6x19-9x25 (1963-1966)
- Gunsmoke – serie TV, episodio 8x29-9x14-15-17 (1963-1969)
- La legge di Burke (Burke's Law) – serie TV, episodio 3x03 (1965)
- Il virginiano (The Virginian) – serie TV, episodio 4x14 (1965)
- Honey West – serie TV, episodio 1x04 (1965)
- Iron Horse – serie TV, episodio 1x03 (1966)
- Hawk l'indiano (Hawk) – serie TV, episodio 1x17 (1966)
- Le spie (I Spy) – serie TV, 2 episodi (1966-1968)
- Squadra speciale anticrimine (The Felony Squad) – serie TV, episodi 1x06-3x11 (1966-1968)
- Lancer – serie TV, episodio 2x23 (1970)
- Enos – serie TV, 1 episodio (1980) - Rosco P. Coltrane
- Hazzard (The Dukes of Hazzard) – serie TV, 141 episodi (1979-1985) - Rosco P. Coltrane
- Il lato dolce della vita (The Sweeter Side of Life), regia di Michael Damian – film TV (2013)

## Doppiatori italiani
Nelle versioni in italiano delle opere in cui ha recitato, James Best è stato doppiato da:
- Roberto Gicca in La rivolta degli Apaches, Kociss, l’eroe indiano
- Giuseppe Rinaldi ne L'ultimo fuorilegge, Fermati cow-boy!
- Cesare Barbetti in Furia selvaggia, 3 sul divano
- Manlio Busoni in La spia dei ribelli
- Pino Locchi in Cole il fuorilegge
- Massimo Turci in L'albero della vendetta
- Nando Gazzolo in Il corridoio della paura
- Oreste Lionello in Shenandoah - La valle dell'onore
- Mario Chiocchio in Hazzard
- Sergio Tedesco in Hazzard 20 anni dopo
- Massimo Milazzo in Hazzard - Bo e Luke vanno ad Hollywood
- Carlo Reali in Il lato dolce della vita